# Tomás Adoryán
Tomás Alexander Adoryán (San Pedro, 22 settembre 2001) è un calciatore argentino naturalizzato armeno, centrocampista del Banfield.

## Biografia
Nato in Argentina, ha origini armene.

## Carriera

### Club
Adoryán è cresciuto nel settore giovanile del Banfield, con cui ha debuttato in prima squadra il 5 marzo 2023 nell'incontro di Primera División perso per 1-0 contro l'Atl. Tucumán. Il 3 agosto seguente ha prolungato il contratto fino al 2025 ed è stato ceduto in prestito ai Rampla Juniors in Uruguay. Il 6 novembre seguente ha segnato il suo primo gol in carriera, nel successo per 4-1 sull'Uruguay Montevideo.

### Nazionale
Il 6 giugno 2025 esordisce con l'Armenia, nazionale delle sue origini, in occasione dell'amichevole persa 5-2 contro il Kosovo.

## Statistiche

### Presenze e reti nei club
Statistiche aggiornate al 20 maggio 2024.
| Stagione        | Squadra         | Campionato      | Campionato | Campionato | Coppe nazionali | Coppe nazionali | Coppe nazionali | Coppe continentali | Coppe continentali | Coppe continentali | Altre coppe | Altre coppe | Altre coppe | Totale | Totale | Totale |
| Stagione        | Squadra         | Comp            | Pres       | Reti       | Comp            | Pres            | Reti            | Comp               | Pres               | Reti               | Comp        | Pres        | Reti        | Pres   | Reti   |        |
| --------------- | --------------- | --------------- | ---------- | ---------- | --------------- | --------------- | --------------- | ------------------ | ------------------ | ------------------ | ----------- | ----------- | ----------- | ------ | ------ | ------ |
| 2023            | Banfield        | PD              | 2          | 0          | CA+CdL          | 0               | 0               |                    | -                  | -                  |             | -           | -           | 2      | 0      |        |
| 2023            | Rampla Juniors  | SD              | 11         | 2          | CU              | 1               | 0               |                    | -                  | -                  |             | -           | -           | 12     | 2      |        |
| 2024            | Rampla Juniors  | PD              | 10         | 0          | CU              | 0               | 0               |                    | -                  | -                  |             | -           | -           | 10     | 0      |        |
| Totale carriera | Totale carriera | Totale carriera | 23         | 2          |                 | 1               | 0               |                    | -                  | -                  |             | -           | -           | 24     | 2      |        |

### Cronologia presenze e reti in nazionale
| Cronologia completa delle presenze e delle reti in nazionale ― Armenia | Cronologia completa delle presenze e delle reti in nazionale ― Armenia | Cronologia completa delle presenze e delle reti in nazionale ― Armenia | Cronologia completa delle presenze e delle reti in nazionale ― Armenia | Cronologia completa delle presenze e delle reti in nazionale ― Armenia | Cronologia completa delle presenze e delle reti in nazionale ― Armenia | Cronologia completa delle presenze e delle reti in nazionale ― Armenia | Cronologia completa delle presenze e delle reti in nazionale ― Armenia |
| Data                                                                   | Città                                                                  | In casa                                                                | Risultato                                                              | Ospiti                                                                 | Competizione                                                           | Reti                                                                   | Note                                                                   |
| ---------------------------------------------------------------------- | ---------------------------------------------------------------------- | ---------------------------------------------------------------------- | ---------------------------------------------------------------------- | ---------------------------------------------------------------------- | ---------------------------------------------------------------------- | ---------------------------------------------------------------------- | ---------------------------------------------------------------------- |
| 6-6-2025                                                               | Pristina                                                               | Kosovo                                                                 | 5 – 2                                                                  | Armenia                                                                | Amichevole                                                             | -                                                                      | 46’ 90+2’                                                              |
| 9-6-2025                                                               | Niksic                                                                 | Montenegro                                                             | 2 – 2                                                                  | Armenia                                                                | Amichevole                                                             | -                                                                      | 67’                                                                    |
| Totale                                                                 |                                                                        | Presenze                                                               | 2                                                                      |                                                                        | Reti                                                                   | 0                                                                      |                                                                        |